# Pablo de Céspedes

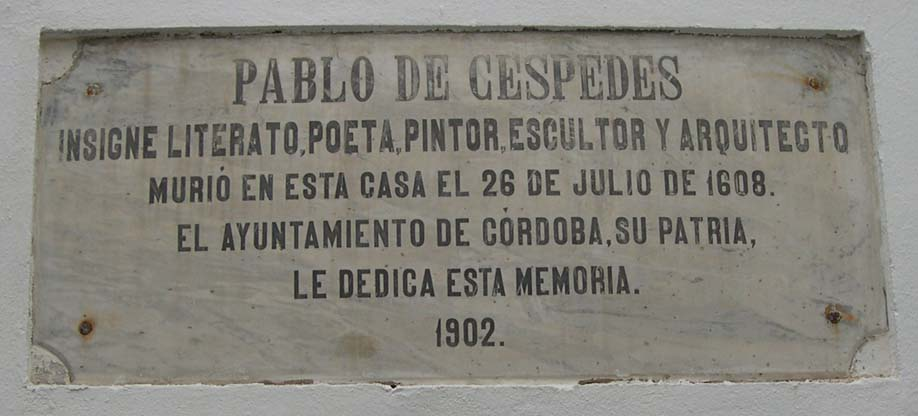
Placă comemorativă a lui Pablo de Céspedes, la locul final de odihnă, Córdoba, Spania

Pablo de Céspedes (n. 1538, Alcolea de Torote⁠(d), provincia de Guadalajara, Castilia-La Mancha, Spania – d. 26 iulie 1608, Córdoba, Andaluzia, Spania) a fost un pictor, poet și arhitect spaniol.

## Biografie
Tatăl său, Alonso Céspedes, era descendent al unei familii nobile castiliene, stabilită cândva la Ocaña, iar numele mamei sale, care era originară din Alcolea de Torote, era Olaya de Arroya. Pablo s-a născut și a crescut în casa unchiului matern al tatălui său, Francisco Lopez de Aponte, canonic de Cordoba, unde a primit o educație erudită. La vârsta de optsprezece ani, în 1556, a fost trimis la Universitatea Complutense din Alcalá de Henares, unde s-a dedicat dobândirii limbilor orientale și teologiei. Ulterior, s-a mutat la Roma, unde a studiat pictura cu Federico Zuccari⁠(d).
În februarie 1559 se afla la Roma, unde a purtat anumite negocieri pentru arhiepiscopul Carranza de Miranda, din Toledo, care era acuzat de erezie în fața Inchiziției din Valladolid. Pe data de 17 a aceleiași luni, i-a adresat o scrisoare prelatului, informându-l despre mersul procesului la Vatican, în care reflecta cu imprudență asupra comportamentului inchizitorului general Valdez și asupra Sfântului Scaun - o ofensă pe care nici un inchizitor-generalul nu l-ar fi iertat. Acest document și altele au fost confiscate cu hârtiile primatului; de aceea a fost denunțat de tribunal și, dacă nu ar fi absentat, ar fi fost închis. Foarte probabil nu s-a aventurat înapoi în Spania timp de mulți ani, până când nu și-a acoperit păcatele cu hainele protectoare ale Bisericii.
A rămas în Italia timp de peste 20 de ani și și-a construit o reputație ca artist. Singurele sale lucrări care au supraviețuit din acea perioadă sunt frescele pe care le-a pictat în capela Bonfili din biserica Santa Trinità dei Monti⁠(d) din Roma.
S-a întors în Spania în 1577 și a fost numit canonic al catedralei din Córdoba. A continuat să scrie cărți pe teme de antichități, cum ar fi arhitectura templului lui Solomon. S-a împrietenit cu Arias Montano⁠(d). În 1604 și-a compus Discursul despre pictura și sculptura antică și modernă, în care relatează anecdote despre maeștrii renascentiști ai Italiei. Printre elevii săi s-a numărat Juan Alfonso Abril.

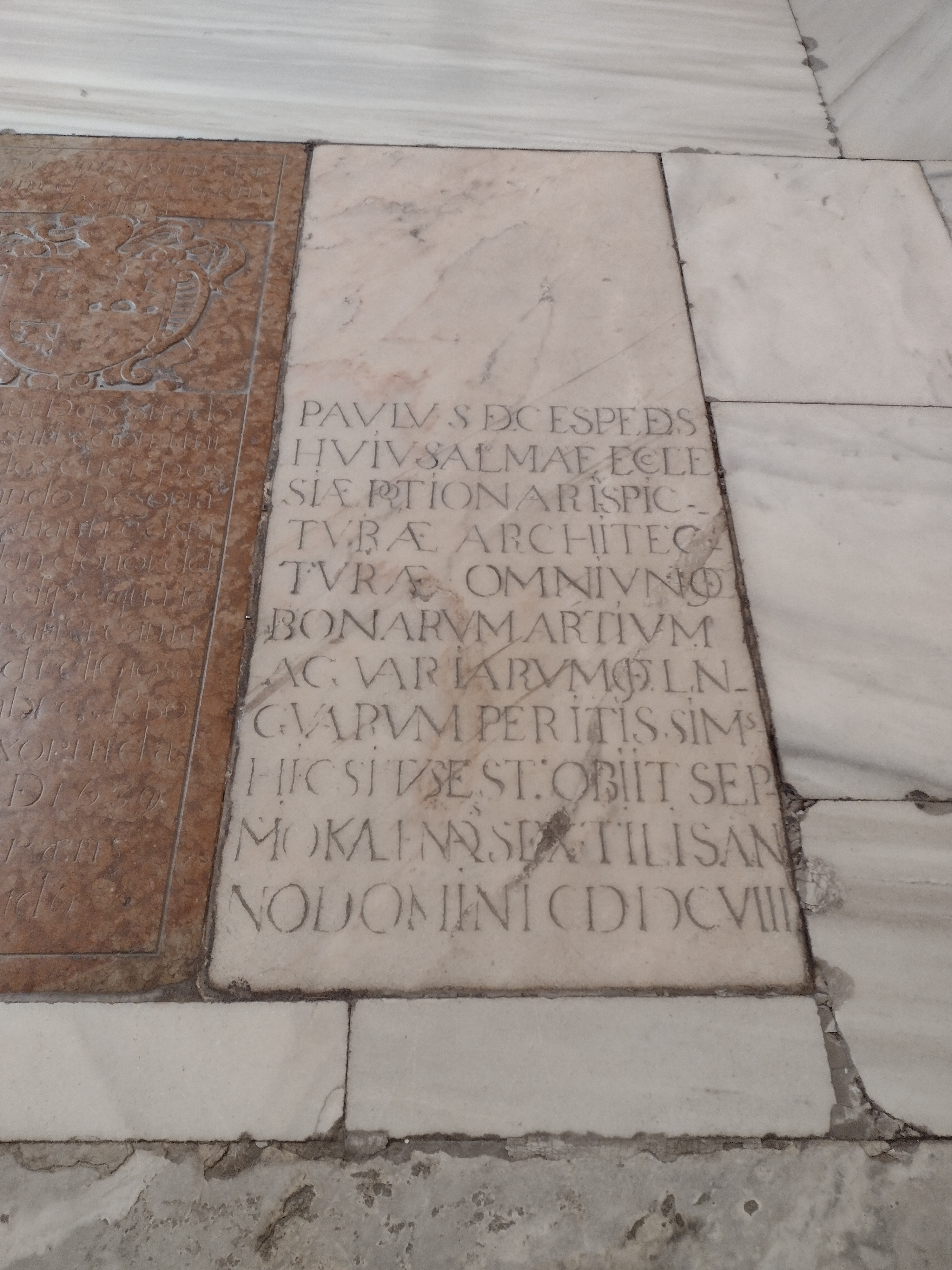
Mormântul artistului

## Galerie

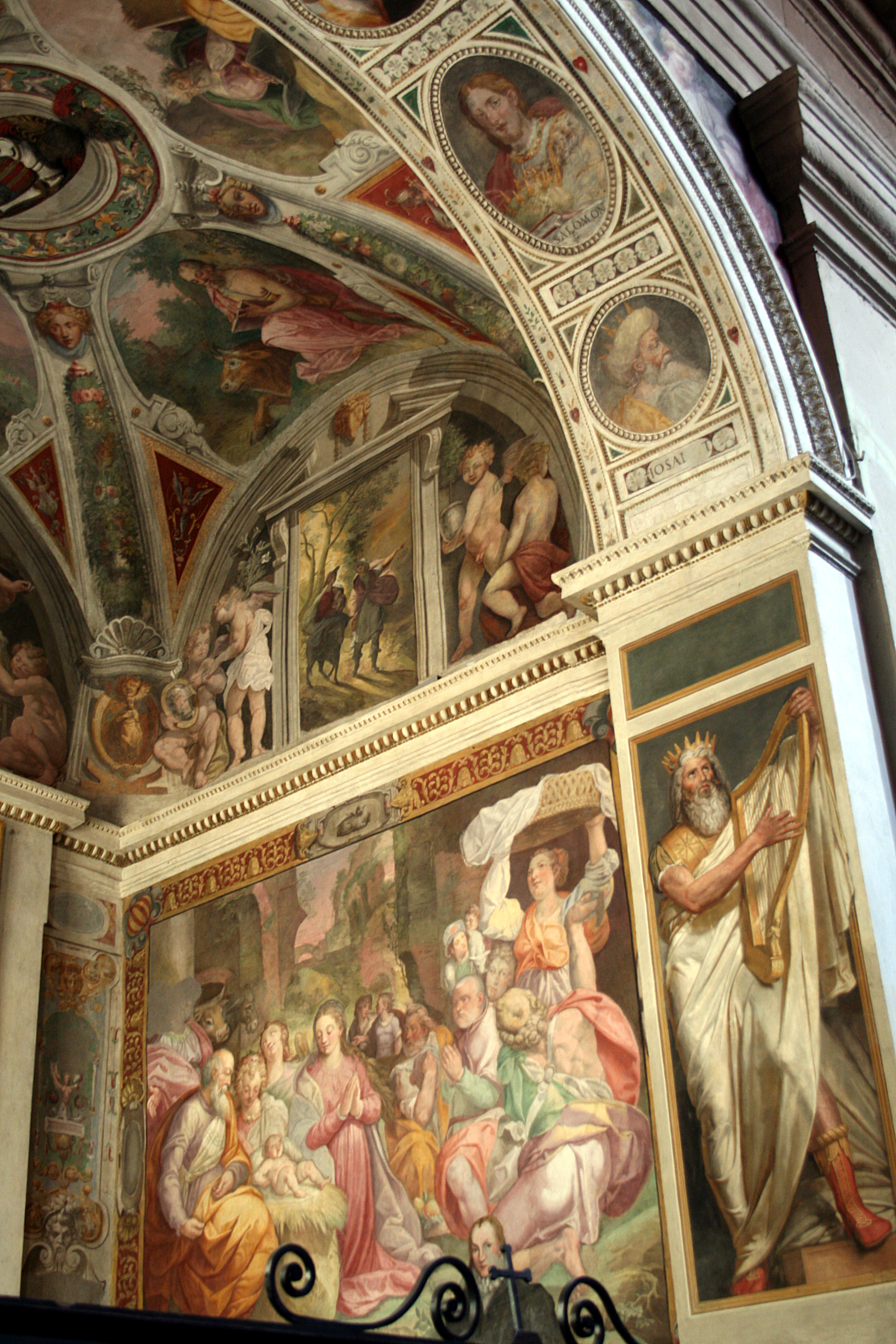
Nașterea Domnului înTrinità dei Monti
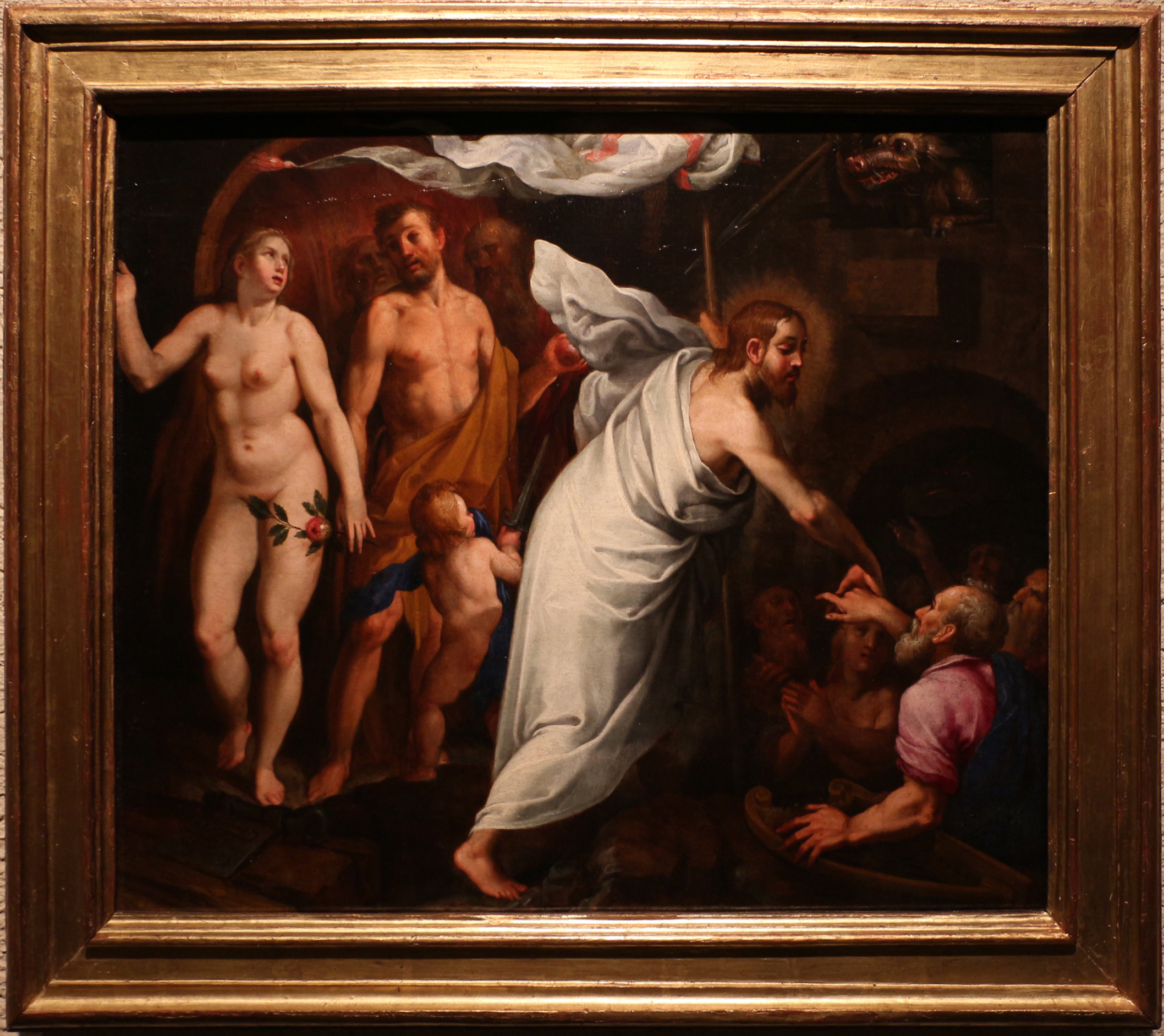
Coborârea lui Hristos în purgatoriu (Muzeul de Artă din Indianapolis)
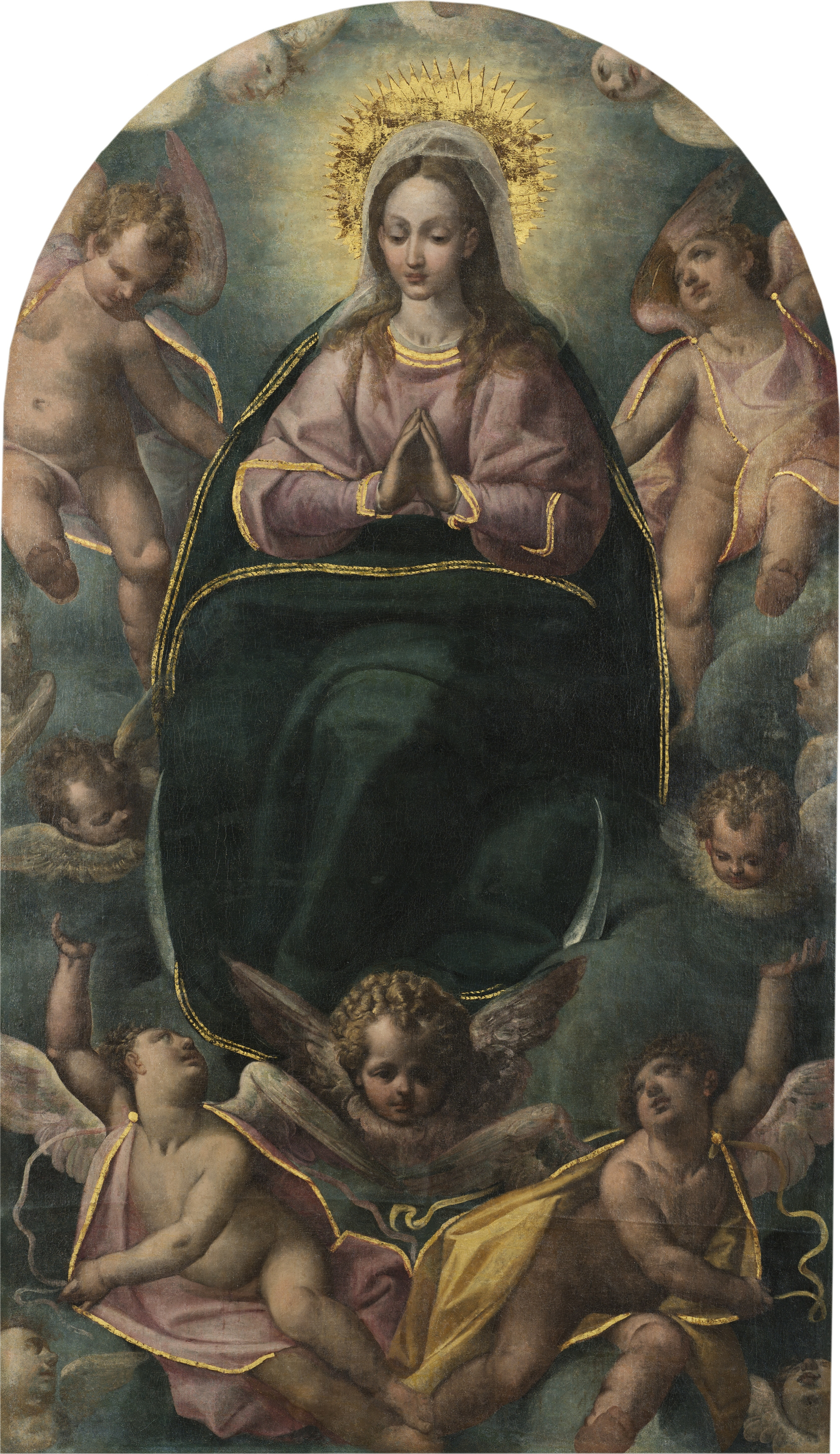
Fecioară cu Îngeri (Muzeul de Arte Plastice din Córdoba)